# Mane-Muno
Mane-Muno ist eine osttimoresische Aldeia im Suco Ulmera (Verwaltungsamt Bazartete, Gemeinde Liquiçá). 2015 lebten in der Aldeia 573 Menschen.

## Geographie
Mane-Muno liegt im Zentrum des Sucos Ulmera. Nordwestlich liegt die Aldeia Essirat, östlich die Aldeia Tetsari und südwestlich die Aldeia Ermeta. Die Aldeia Mane-Muno hat zwei Zentren. Das Dorf Marlolo befindet sich an der Überlandstraße von Tetsari nach Gamanuhati, auf dem Foho Marlolo (745 m). Das zweite ist das Dorf Fatuglana im Norden der Aldeia.
Seinen Sitz teilt sich die Aldeia Mane-Muno mit der Aldeia Tetsari (siehe Foto).

## Politik
2023 wurde Abrão dos Santos zum Chefe de Aldeia gewählt.